# 다윗 대왕 (영화)
다윗 대왕(King David)은 미국에서 제작된 브루스 베레스포드 감독의 1985년 액션, 드라마, 전쟁 영화이다. 리차드 기어 등이 주연으로 출연하였고 마틴 엘펀드 등이 제작에 참여하였다.

## 출연

### 주연
- 리차드 기어
- 제니 립먼
- 쥬느비에브 알렌버리

### 조연
- 에드워드 우드워드
- 앨리스 크리지
- 데니스 퀼러리
- 니올 버기
- 허드 햇필드
- 잭 클러프
- 존 캐슬
- 이안 시어스

## 제작진
- 미술: 테리 아크랜드-스노우
- 미술: 켄 애덤
- 의상: 존 몰로

## 같이 보기
- 다윗과 밧세바 (영화)